# Bob Christman
Robert Christman (* 7. Dezember 1942 in Ottawa, Illinois) ist ein US-amerikanischer Curler.
Sein internationales Debüt hatte Christman bei der Weltmeisterschaft 1978 in Winnipeg, wo er die Goldmedaille gewann.
Christman spielte als Lead der US-amerikanischen Mannschaft bei den XV. Olympischen Winterspielen 1988 in Calgary im Curling. Die Mannschaft von Skip Bob Nichols belegte den vierten Platz.

## Erfolge
- Weltmeister 1978
- 2. Platz Weltmeisterschaft 1981